# Compostela (pelgrimsgetuigschrift)

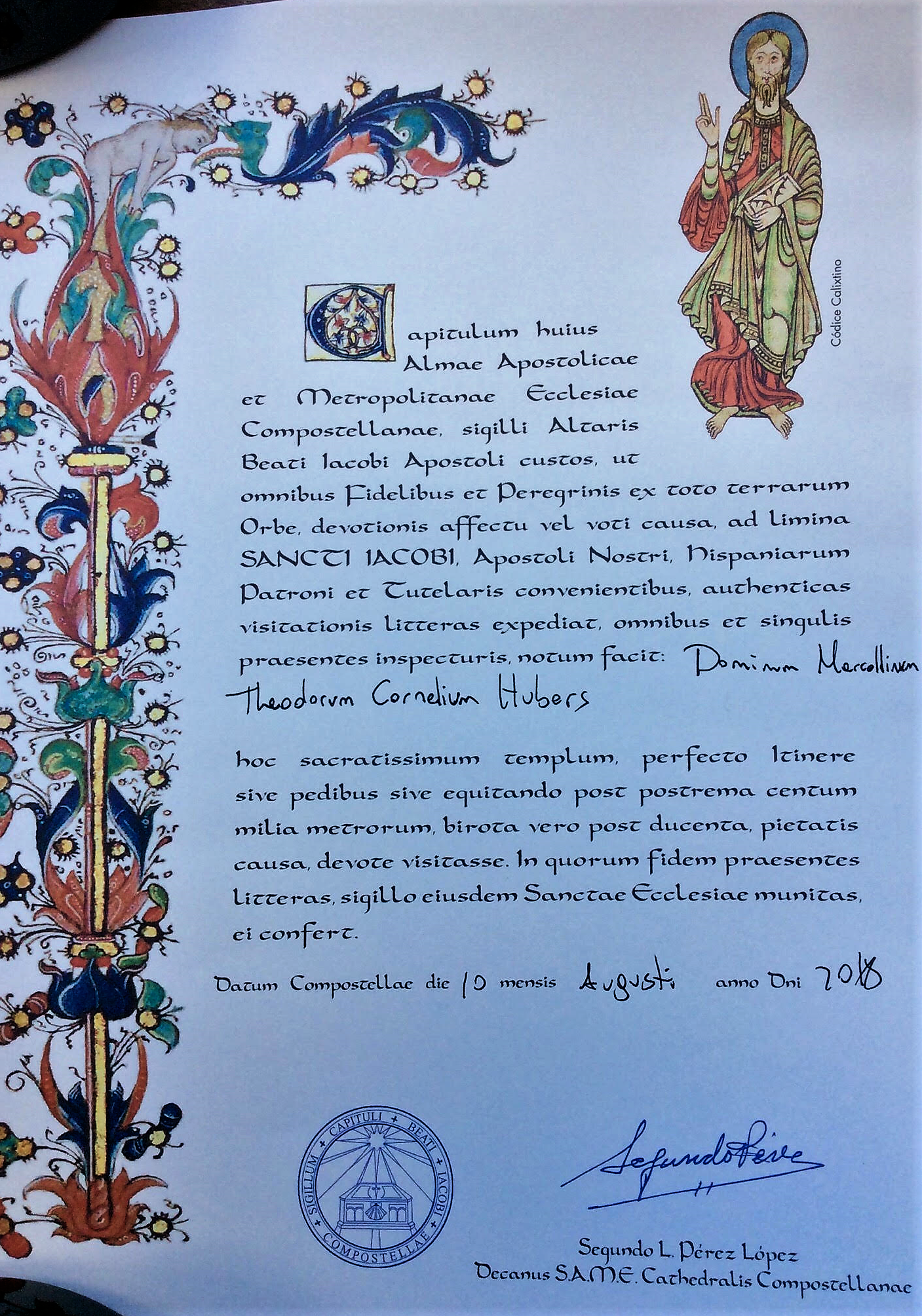
Compostela 2018

Een compostela is het officiële kerkelijke document waarmee het kapittel van de kathedraal van Santiago de Compostela formeel bevestigt, dat de persoon die erom vraagt, gekomen is om eer te bewijzen aan de apostel Jacobus de Meerdere en aan alle daarmee verbonden verplichtingen heeft voldaan. Het is het bewijs dat de pelgrimstocht volbracht is.

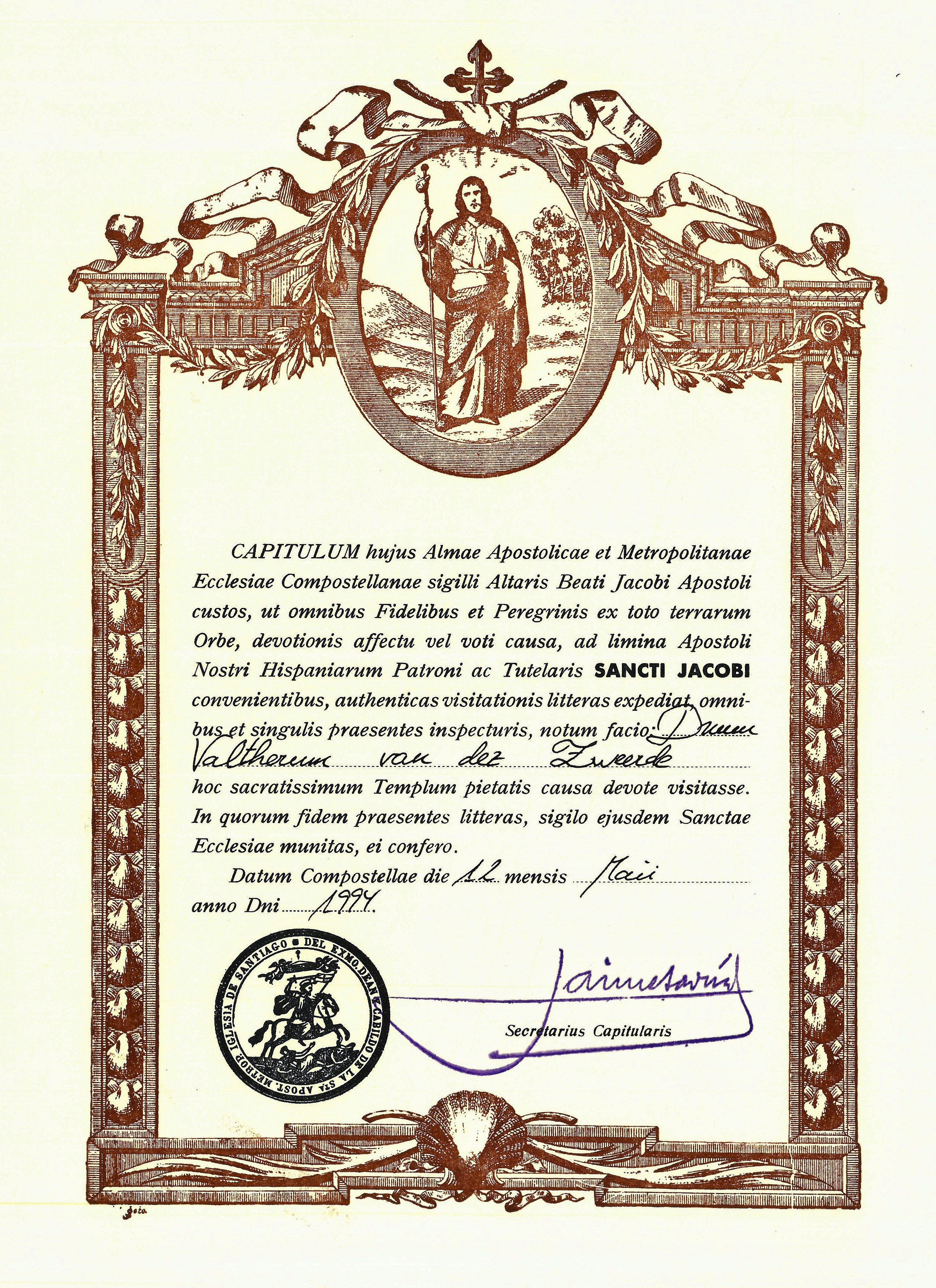
Compostela 1994

## Voorwaarden voor verkrijging
Het Oficina de Acogida al Peregrino verstrekt de compostela namens het kathedrale kapittel aan pelgrims, die verklaren dat zij de tocht (mede) vanuit religieuze of spirituele beweegredenen hebben ondernomen. Bovendien is vereist dat de pelgrim ten minste de laatste 100 kilometer te voet of te paard, dan wel 200 km op de fiets heeft afgelegd.
Sinds april 2014 controleert het pelgrimsbureau dit aan de hand van de stempels in het pelgrimspaspoort, het Credencial del Peregrino. Per dag moeten minimaal twee stempels zijn verzameld, uitgegeven door bewoners, winkels, herbergen, hotels, kerken, kapellen en andere historische plaatsen op de Camino de Santiago. Stempels die vóór deze limieten zijn verzameld, hebben geen betekenis voor het pelgrimsbureau. Alleen voor de pelgrim zelf zijn zij een aandenken aan de tocht. Voor bezoekers van Santiago de Compostela, die de tocht uitsluitend om culturele en/of sportieve redenen hebben gemaakt, is er tegen betaling een aangepast certificaat in het Spaans beschikbaar.

## Tekst
De tekst van de compostela is in het Latijn gesteld:
Capitulum Huius Almae Apostolicae et Metropolitanae Ecclesiae Compostellanae sigilli Altaris Beati Jacobi Apostoli custos, ut omnibus Fidelibus et Perigrinis ex toto terrarum Orbe, devotionis affectu vel voti causa, ad limina Sancti Jacobi, Apostoli Nostri, Hispaniarum Patroni ac Tutelaris convenientibus, authenticas visitationis litteras expediat, omnibus et singulis praesentes inspecturis, notum facit Dominum/Dominam NN hoc sacratissimum templum, perfecto ltinere sive pedibus sive equitando post postrema centum milia metrorum, birota vero post decenta, pietatis causa, devote visitasse. In quorum fidem praesentes litteras, sigillo ejusdem Sanctae Ecclesiae munitas, ei confero. Compostellae die …mensis … anno Domini …Canonicus Deputatus pro Peregrinis, Secretarius Capitularis...
In vertaling:
Het Kapittel van de Zegenrijke Apostolische en Aartsbisschoppelijke Kerk van Compostela, als bewaarder van het zegel van het Altaar van de Zalige Apostel Jacobus, belast met de taak een bewijsstuk te overhandigen aan alle Gelovigen en Pelgrims uit alle landen van de wereld, die uit devotie of omwille van een gelofte de Bedevaartplaats van de Heilige Jacobus, onze Apostel, Patroon van de Spanjaarden en Titelheilige, bezoeken, maakt bekend aan allen, tezamen en afzonderlijk, die dit zullen lezen, dat de heer/mevrouw NN (volgt Latijnse versie van de naam van de pelgrim) dit allerheiligste Godshuis uit godsvrucht toegewijd heeft bezocht na een tocht van ten minste honderdduizend meter te voet of per paard dan wel ten minste tweehonderdduizend meter per fiets. Ter waarmerking hiervan overhandig ik hem het voorliggend schrijven, bekrachtigd met het zegel van dezelfde Heilige Kerk. Gegeven te Compostela op de …dag van de maand … in het jaar des Heren …De Kanunnik verantwoordelijk voor de pelgrims, De Secretaris van het Kapittel.
De huidige compostela bestaat uit een gedrukt formulier waarop met de hand de naam van de ontvanger en de datum worden ingevuld. Het geheel wordt omlijst door een florale randversiering en een afbeelding van de apostel Jacobus uit de 12e-eeuwse Codex Calixtinus.

## Compostelaregister
Het Nederlands Genootschap van St. Jacob houdt in het zogeheten compostelaregister bij welke Nederlandse Santiagogangers een compostela hebben ontvangen. Aanmelding hiervoor is op vrijwillige basis.

## Geschiedenis

### 14e-19e eeuw
De huidige compostela staat in de traditie van de getuigschriften, die in de middeleeuwen en de vroegmoderne tijd in Santiago aan pelgrims werden verstrekt.
Het vroegst bekende voorbeeld van wat later een compostela gaat heten, dateert uit 1354. Het is een korte verklaring, voorzien van het zegel van de kerk van Santiago, dat Willem van de Putte uit Gent zijn (vermoedelijke straf)bedevaart heeft voltooid en zich daarbij voorbeeldig gedragen heeft. Kerkelijke of civiele autoriteiten konden bedevaarten opleggen als straf voor misdaden en ernstige zonden. De boetepelgrim kon met een gevalideerd getuigschrift aantonen dat de opgelegde taakstraf was uitgevoerd. Als gevolg kon hij weer in de gemeenschap worden opgenomen. Traditionele pelgrimstekens zoals de Jacobsschelp of insignes vormden onvoldoende bewijs dat de pelgrimage ook daadwerkelijk was voltooid.
Meestal zal de pelgrimstocht naar Santiago zijn ondernomen uit vrije wil, bijvoorbeeld om redenen van devotie, om genezing of andere weldaden af te smeken. Een bewijsbaar voltooide pelgrimage verleende maatschappelijke status, bijvoorbeeld via het lidmaatschap van een Jacobsgenootschap.
Vanaf het midden van de 16e eeuw wordt een compostela pas verstrekt als de pelgrim na het bezoek aan de relieken van St. Jacobus heeft gebiecht, vergeving van zijn zonden heeft verkregen en de heilige communie heeft ontvangen. Louter het voltooien van de pelgrimage was niet voldoende. Het ontvangen van de sacramenten was even belangrijk.
Het katholicisme van de contra-reformatie legt grote nadruk op het belang van de sacramenten en het verrichten van goede werken voor het zielenheil. Dit alles binnen het verband van de katholieke kerk. Voorwaarden ook voor het verkrijgen van aflaten, kortweg een kwijtschelding van straf in het hiernamaals voor begane zonden. In een heilig jaar kan een volledige aflaat worden verworven. Er is sprake van een heilig jaar als de 25e juli, de naamdag van de heilige Jacobus, op een zondag valt.
Een compostela had in Santiago en op de terugweg naar huis ook praktisch nut. Het was een vorm van legitimatie, een bewijs dat men met een echte pelgrim van doen had. Iemand die barmhartige ondersteuning in de vorm van eten, onderdak en verzorging bij ziekte verdiende. Hulp aan pelgrims werd door de kerk geprogageerd als een God welgevallig werk.

### 20e-21e eeuw
Met de achteruitgang van de pelgrimages naar Santiago verdwijnt echter ook geleidelijk de compostela. In de 19e eeuw is het document in onbruik geraakt en vrijwel vergeten. Met de herleving van de Jacobsbedevaart naar Santiago in de tweede helft van de 20e eeuw komt ook het pelgrimsdiploma weer terug. Aanvankelijk als onderdeel van een campagne van het Spaanse ministerie van informatie en toerisme om het ontluikende toerisme op de oude Jacobswegen te stimuleren.
De kathedraal van Santiago legt aanvankelijk een verbinding met de viering van het heilig jaar. Tijdens het heilig jaar 1971 worden voor het eerst weer compostela’s uitgereikt. Vanaf het begin van de jaren tachtig wordt het gebruikelijk de zojuist aangekomen pelgrims tijdens de dagelijkse ochtendmis in de kathedraal op te roepen en desgewenst een compostela te verstrekken. Vanaf het heilig jaar 1993 staat definitief vast onder welke voorwaarden het kathedrale kapittel een compostela verstrekt en is het Oficina de Acogida al Peregrino daarvoor geopend.
Anders dan vroeger heeft de compostela nu meer een symbolische dan een praktische betekenis.

## Bewaarde exemplaren
Oorspronkelijk werd de compostela met de hand geschreven. Vanaf het begin van de zestiende eeuw verschijnen er gedrukte exemplaren, waarvoor ook betaald moet worden. Er zijn ‘luxe’ exemplaren bekend, gedrukt op perkament en voorzien van het zegel van het kapittel. Het aantal bewaard gebleven exemplaren lijkt beperkt. De catalogus van de grote Santiago-tentoonstelling in 1985 in Gent noemt er vijf. Vazquez de Parga vermeldt er in zijn standaardwerk over de Jacobsbedevaart ook maar een handjevol, voornamelijk uit archieven in Frankrijk. In Nederland worden in archieven te Roermond en Alkmaar fraaie voorbeelden bewaard uit respectievelijk 1614 en 1660.

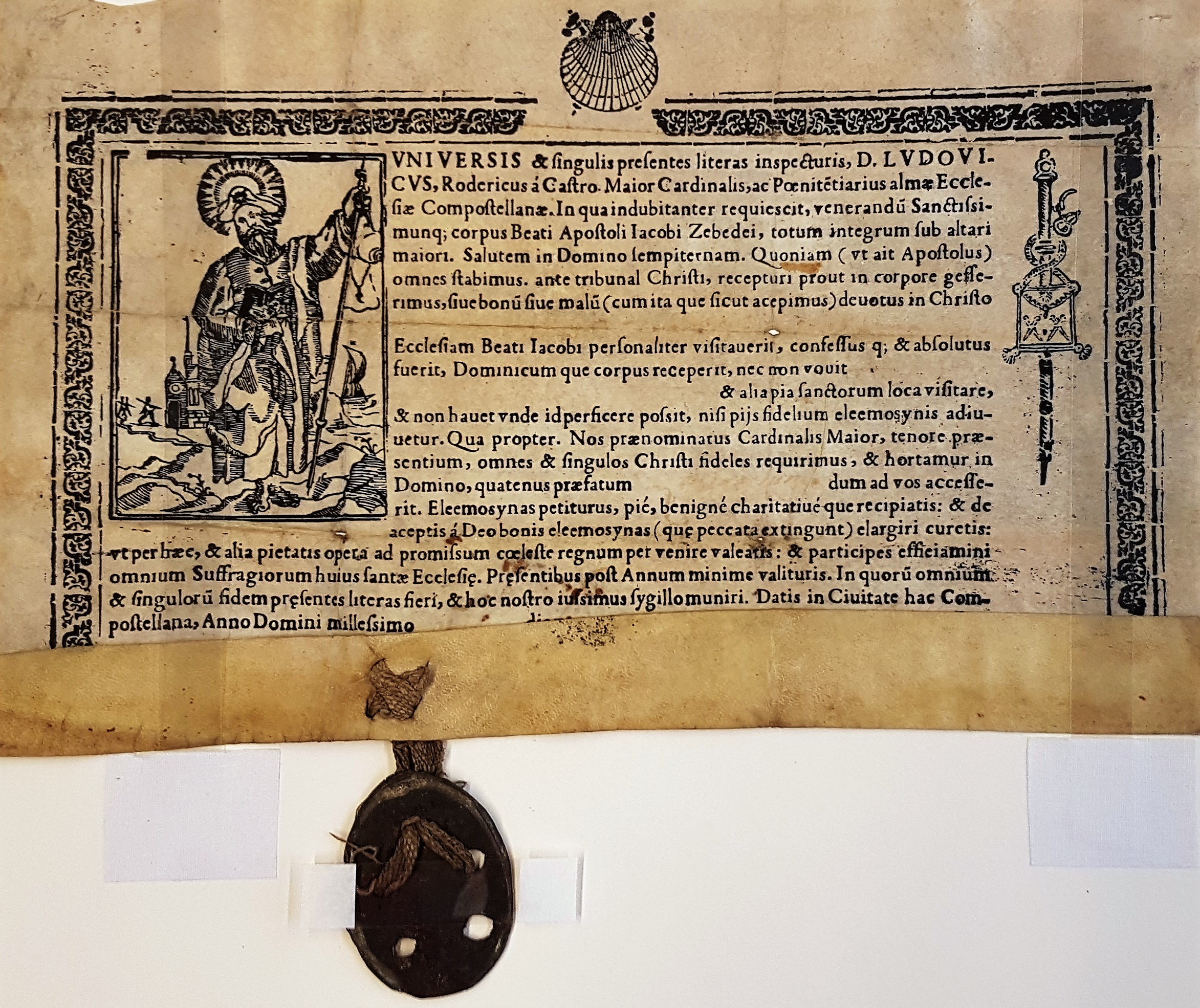
Compostela Roermond 1614